# 懿徳皇后
懿徳皇后（いとくこうごう、天福7年（942年） - 開宝8年12月19日（976年1月22日））は、北宋の太宗趙匡義の2番目の正妻。太宗の即位前に死去し、皇后を追贈された。姓は符氏。後周の世宗柴栄の皇后であった宣懿皇后・宣慈皇后姉妹の妹にあたる。

## 生涯
陳州宛丘県の人。魏王符彦卿（符存審の四男）の六女。母は楊氏、同母弟は符昭願。後周の顕徳年間、趙匡義と結婚した。
宋が建てられると、汝南郡夫人に封ぜられた。建隆2年（961年）9月、楚国夫人に進んだ。趙匡義が晋王となると、越国夫人となった。開宝8年12月19日（976年1月22日）、薨去した。太宗が即位すると、皇后の位を追贈され、宣祖趙弘殷（太祖・太宗兄弟の父）の永安陵に従葬された。

## 伝記資料
- 『宋史』
- 『新五代史』
- 『旧五代史』
- 『宋会要輯稿』